# Adoxia oconnori
Adoxia oconnori es un coleóptero de la familia Chrysomelidae. Fue descrita científicamente por primera vez en 1913 por Broun.